# Casa Carducci
La Casa Carducci es un edificio histórico de Bolonia. Fue nombrada en honor al premio Nobel de Literatura Giosuè Carducci. Es la sede del instituto cultural dedicado a Carducci, que incluye la residencia histórica con el jardín y un monumento de Leonardo Bistolfi inaugurado en 1928, una biblioteca y archivo, la casa museo, la colección de objetos y documentos de Carducci, el centro de información especializado en la obra del escritor y el centro de estudios literarios del siglo XIX y XX. Es además una sección especial de la Biblioteca Archiginnasio.

## Historia
La construcción de la casa se remonta a la primera década del siglo XVI y fue construida sobre una iglesia y oratorio de la Orden de Santa Maria della Pietà. El 24 de marzo de 1712, durante la celebración de los Sepulcros, un incendio destruyó el lugar de culto, perdiéndose la mayoría de los objetos y pinturas del lugar. El relicario y la imagen principal de la Santísima Virgen lograron ser salvados. Sin embargo la iglesia y el oratorio fueron reconstruidos. En 1725 se erigió un nuevo campanario a la izquierda de la iglesia, que fue embellecido con nuevas decoraciones realizadas en 1742 y adornado con cinco altares. La efigie de plomo superviviente se colocó en el altar mayor. El edificio siguió siendo un lugar de culto hasta finales del siglo XVIII cuando, tras la ocupación napoleónica, la hermandad fue suprimida y el complejo devocional fue expropiado y vendido a particulares. En 1801 fue comprada por los hermanos Gioacchino y Giuseppe Stoffer Rubini, comerciantes adinerados que ampliaron el edificio hasta que tomó su forma actual. Giosuè Carducci vivió allí, con su esposa Elvira, desde 1890 a 1907, año de su muerte.

## La casa museo
El museo incluye la residencia de Carducci y el jardín conmemorativo.
La escalera de caracol en el atrio conduce al apartamento del poeta en el piso superior. En el jardín, en el espacio frente a la plaza, se encuentra el monumento a Giosuè Carducci.
Del aspecto de la casa original, que ha sido restaurada manteniendo en lo posible la configuración primitiva, hay una descripción de la nieta de Carducci, Elvira Baldi, hija de Beatrice Bevilacqua, en las memorias Carducci mio nonno (1977):

En una gran terraza tan profunda como la casa, daba a la habitación de la abuela. Una escalera interior conducía desde la sala de paso (donde también estaba el comedor) a un entrepiso: aquí estaba la antesala, la cocina y demás cuartos de servicio, una verdadera indisposición de escaleras de madera, de "arriba y abajo" y pasillos, terminando en el sótano. Para mí, esa casa fue una verdadera tierra de exploración. El abuelo, estoy seguro, nunca llegó a verlo todo: se habría perdido. Pero incluso en el primer piso había rincones secretos, armarios, pasillos y armarios.